# Federico Halbinger
Federico Halbinger Mosig (1925-15 de abril de 2007) fue un botánico, empresario y orquideólogo mexicano.
Era el segundo hijo de Christian Halbinger y de Gertrudis Mosig, ambos de origen alemán. Federico trabajaba en la empresa fundada por su padre: El Troquel S.A. de C.V.

## Algunas publicaciones
- 1993. Laelias de México
- Federico Halbinger, miguel Soto, rolando Jiménez ilustrador, ricardo Pelaez ilustrador, roberto González ilustrador. 1997. Laelias of Mexico (Orquidea Mexico Series). Ed. Instituto Chinoin Herbario Amo. 160 pp. ISBN 968-7889-03-9

## Honores

### Epónimos
- (Cactaceae) Neomammillaria halbingeri (Boed.) Y.Itô[1]
- (Crassulaceae) Echeveria halbingeri E.Walther[2]
- (Orchidaceae) Encyclia halbingeriana Hágsater & Soto Arenas[3]
- (Orchidaceae) Pleurothallis halbingeriana R.E.Schult.[4]
- (Orchidaceae) Barkeria halbingeri Thien[5]

- La abreviatura «Halb.» se emplea para indicar a Federico Halbinger como autoridad en la descripción y clasificación científica de los vegetales.[6]